# Pilota (nautica)
Il pilota (o piloto) nella nautica è l'esperto locale di un porto commerciale che coadiuva il comandante in acque portuali nelle manovre di attracco o partenza, per tale motivo è anche detto il pratico del porto o pilota del porto.

## Mansioni
I compiti e le responsabilità dei piloti sono descritti nel Codice della Navigazione. La conduzione della nave è effettuata dal comandante, che è responsabile, oltre che dal punto di vista prettamente marinaro, anche da quello giuridico. Il comandante consulta varie pubblicazioni, costantemente aggiornate da appositi enti come l'Istituto Idrografico della Marina Militare, per fissare un piano di navigazione, e condurre la propria nave in prossimità di tutti i porti del mondo, ma considerato che è più facile che una nave faccia, o subisca, danni in prossimità della costa e/o manovrando in acque ristrette, al comandante è stato affiancato il “pilota di porto”, il cui compito è quello di consigliare il comandante sulla rotta da seguire.
Il posto di lavoro del pilota è il ponte di comando della nave. Quando la nave entra nel porto, una imbarcazione, detta pilotina, conduce il pilota dal porto alla nave; quando la nave in partenza esce dal porto, invece, la pilotina recupera il pilota e lo conduce di nuovo al porto. In entrambe le situazioni, il pilota si sposta tra la pilotina ed il ponte di comando della nave attraverso la biscaglina.

## Requisiti
Per svolgere la mansione di pilota in un porto occorre aver frequentato una scuola superiore specializzata, come l’Istituto Tecnico Nautico e aver conseguito il titolo professionale di Allievo Capitano di Lungo Corso e poi, dopo un esame di prima abilitazione essere diventato Aspirante capitano di lungo corso avere affrontato un altro esame per acquisire il titolo di Capitano di lungo corso, e avere successivamente effettuato lunghi periodi di navigazione.
Il pilota deve conoscere tutti gli elementi fisici caratterizzanti il porto, quali correnti e fondali e gli elementi atmosferici dominanti, quali venti e maree. Oltre a questo il pilota deve conoscere alla perfezione le precedenze in porto ed essere in grado di padroneggiare le manovre di navi diverse tra loro e coordinarsi con gli altri servizi di manovra, i rimorchiatori e gli ormeggiatori. Il pilota deve inoltre necessariamente conoscere l’inglese, almeno nella forma standardizzata per le comunicazioni marittime (Maritime English & Standard Marine Communication Phrases – SMCP), ed essere in grado di rapportarsi con i membri degli equipaggi delle navi che pilota, di qualsiasi provenienza e grado.